# 河井稀祐
河井稀祐（かわい きすけ、2002年10月4日 - ）は、東京都大田区出身の社会人野球選手。右投左打の外野手。

## 経歴
船橋市立法典小学校1年時に牡鹿台ディアーズで野球を始める。2010年8月1日より藤上ベアーズと合併し藤上ディアーズに所属する事となった。小学5年時に東京都大田区に転居する事となり大田区立東調布第一小学校へと転校し少年野球チームも調布大塚ファイターズへ移籍する事となった。最高成績は第34回高円宮賜杯全日本学童軟式野球大会東京都予選ベスト16であった。
中学時代は大田区立東調布中学校に進学し世田谷南ボーイズに所属した。在籍時の最高成績は日本少年野球春季全国大会ベスト8であった。同大会で2本の本塁打を放ち最多本塁打のタイトルも獲得している。U−15日本代表候補合宿に連盟推薦選手として招集されるが落選した。しかし第18回鶴岡一人記念大会東日本ブロック選抜に選出され、仲三河優太らと共に日本一に輝いた。その他にも東京都西支部優秀選手として表彰や東日本報知オールスター東京西選抜にも選出され活躍した。
高校時代は私立常総学院高等学校に入学。高校2年の秋にベンチ入りを果たし第72回秋季関東地区高等学校野球茨城県大会で一條力真を擁し同大会で優勝を果たすが、第72回秋季関東地区高等学校野球大会で高崎健康福祉大学高崎高等学校に敗れ第92回選抜高等学校野球大会への出場は叶わなかった。その後新型コロナウイルスの影響により第102回全国高等学校野球選手権大会が中止となり不完全燃焼で高校野球を終える事となる。1学年上には菊田拡和が所属していた。
大学時代は上武大学に進学し、4年時に荒巻悠と共に副将を務め第73回全日本大学野球選手権ベスト8に貢献した。在籍中の最高成績は第71回全日本大学野球選手権大会での準優勝であった。3学年上にブライト健太、1学年上に進藤勇也が所属していた。
社会人時代はJR千葉に所属し背番号は34。

## 所属チーム
・常総学院高等学校(2018-2021年)
・上武大学(2021-2025年)
・JR千葉(2025年)